# Gilgamesch (Uhl)
Das Oratorium Gilgamesch. Oratorisches Musikdrama wurde 1956 vom Wiener Akademieprofessor Alfred Uhl vertont und 1957 im Goldenen Saals des Musikvereins uraufgeführt.
Das Oratorium basiert auf dem sumerischen Gilgamesch-Epos, dessen erste Version um 2900 v. Chr. entstand. Es beschreibt das Leben und die Philosophie des sagenhaften Gottkönigs Gilgamesch, dem auch die Erbauung der ersten Stadtmauer von Uruk zugeschrieben wird.
Das stark dramatisierende Musikepos malt die Heldentaten des Königs und seines Freundes, des Tiermenschen Enkidu stimmgewaltig aus, u. a. die Kämpfe mit dem Drachen Chumbaba und dem Himmelsstier, den von den Göttern beschlossenen Tod Enkidus und Gilgameschs Trauer um ihn. Die Frage nach Tod und Sinn des Lebens führt den König nach vielen Irrungen in die Unterwelt, die er in tagelangem Weg durch einen stockdunklen Gang erreicht – bis hin zur erlösenden Begegnung mit Utnapischtim, dem biblischen Noah.

## Uraufführung 1957 im Wiener Musikverein
Uhl komponierte das Werk für Großes Orchester und Orgel, 6 bis 8 Solisten, Sprecher, gemischten Chor und Knabenchor. Bei der Uraufführung unter Michael Gielen und den Wiener Symphonikern sangen der Singverein der Gesellschaft der Musikfreunde in Wien und die Mozart-Sängerknaben. Den Gilgamesch gab Paul Schöffler (Bass), seinen Freund Enkidu Robert Charlebois (Bass), die Göttin Ischtar Hannelore Backrass (Sopran), den Fährmann in die Unterwelt Julius Patzak (Tenor), den Utnapischtim (Noah) Frederick Guthrie und den Sprecher Fred Hennings. Weiters wirkten mit Lotte Rysanek (Sopran), Kurt Equiluz (Tenor) und an der Orgel Josef Nebois.
Für Alfred Uhl war das Gilgamesch-Epos – eine der weltweit ältesten Dichtungen – ein besonders anregender Stoff, weil es viele Urmythen der Menschheit enthält, etwa einen babylonischen Bericht der Sintflut und die Frage nach den letzten Dingen. In einem Interview anlässlich der Uraufführung 1957 bekannte er: „Die dichterische Substanz des Vorwurfes hat mich fasziniert. Der Stoff, der die ewigen Menschheitsfragen nach dem Sinn des Lebens und des Todes auf eine höchst erregende Weise stellt, ist so dramatisch, daß sich daraus beinahe von selbst eine Oper formt. Ich habe diese Oper für den Konzertsaal geschrieben.“
Zweieinhalb Jahre hat Uhl an der Vertonung geschaffen. Acht Versionen entstanden, bis 1968 die letzte endgültige Form gewonnen war. Und von hier aus ergab sich (lt. Uhl) „wie von selbst die Plattform für ein weiteres, großes, gegensätzliches Werk: eine Ballettoper, die bereits zu Ende konzipiert ist. Sie führt den Titel ‚Katzenmusik‘ ...“